# Rytec

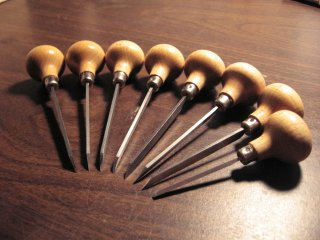
Sada tvarových rydel na kov

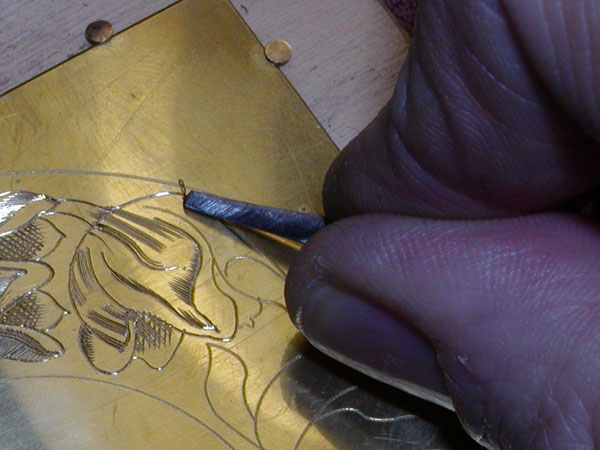
Vznik rytiny

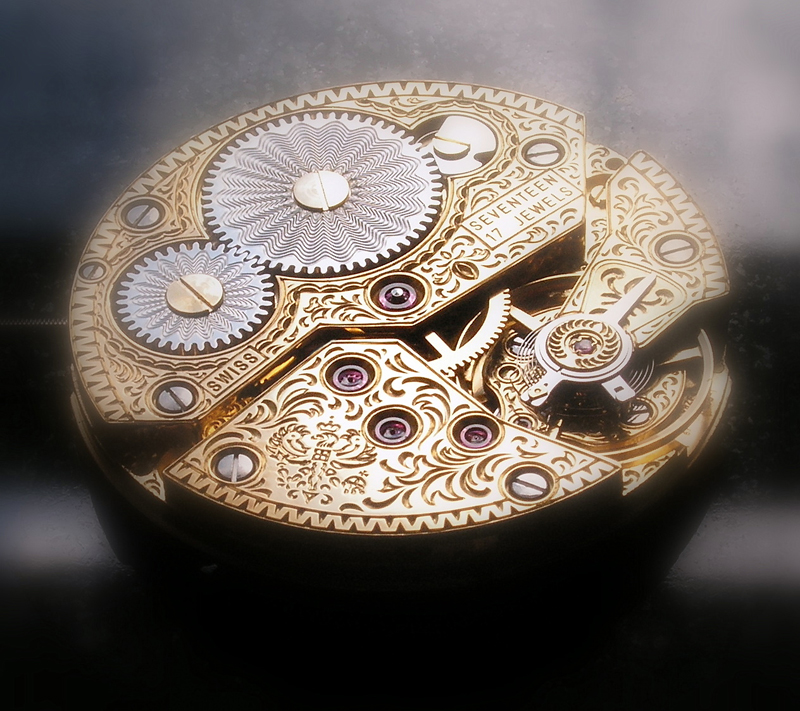
Luxusní hodinky zdobené rytinou

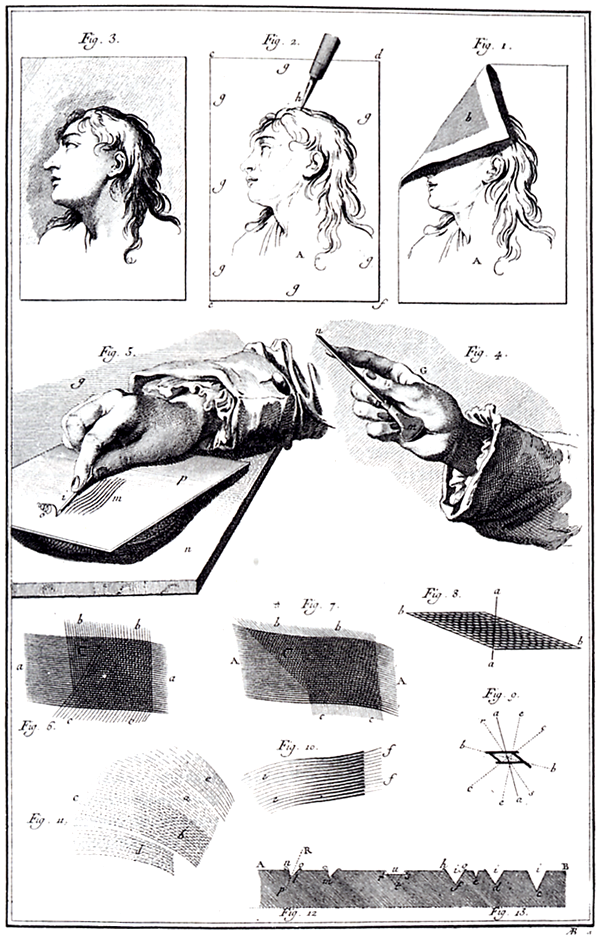
Mědirytina podle Diderotovy Encyklopedie (1760)

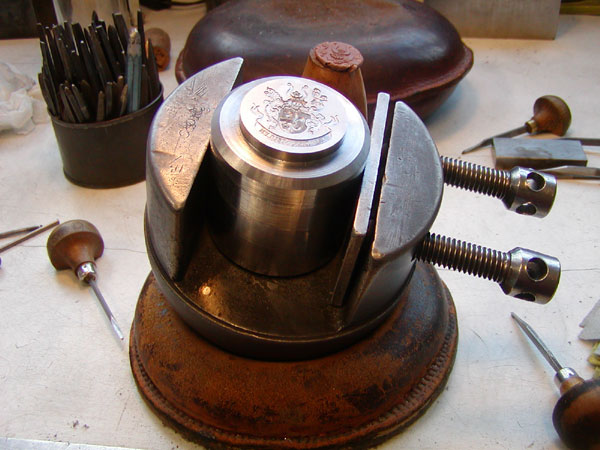
Ocelová raznice v otočném svěráku

Rytec je umělecký řemeslník, který zdobí povrchy kovových ozdobných předmětů a šperků, vyrábí ryté desky (mědiryt, oceloryt) pro tisk z hloubky, případně zhotovuje kovová razidla, pečetidla a podobně. Jeho hlavními nástroji jsou různě tvarovaná rydla, případně i dlátka a čakany.
Výjimečně se jako rytci označují i umělečtí řemeslníci a umělci, kteří vyrábějí ryté sklo nebo glyptici.

## Ozdobné rytí
Nejstarší a nejrozšířenější rytecká práce je zdobení šperků, kovových ozdobných předmětů, zbraní a podobně rytinami. Pravou rukou vede rytec ocelové ruční rydlo, kterým z povrchu předmětu odebírá tenkou třísku. Na zdobeném předmětu tak postupně vzniká kresba, která může být pak ještě vyplněna niellem a podobně. Předmět je při práci obvykle upevněn na otočné desce nebo ve svěráku, který rytec drží levou rukou a otáčí, nebo ještě také podle potřeby naklání (například při zdobení prstenů). Pro zdobení se používá řada různě tvarovaných rydel – špičatá, plochá, matovací a podobně. Pracovní hrot rydla bývá ze spodní strany v mírném úhlu podbroušen, aby se rydlo nezarývalo do hloubky, nýbrž pohybovalo se stále po povrchu předmětu. V moderní době se poměrně nákladné ruční rytí často doplňuje nebo nahrazuje strojním gilošováním (z franc. guilloche [gijoš]), u bižuterie nejčastěji ražením. Ruční rytí se však stále používá ke zdobení luxusních hodinek, šperků a zbraní.

## Rytí pro tisk
Od poloviny 15. století se pro tisk náročnějších kreseb a obrázků používá tisk z hloubky. Tenká měděná (zhruba od roku 1800 i ocelová) tisková deska vzniká ručním rytím, velmi podobně jako při zdobení povrchů. Kresba ovšem bývá větší a mnohem složitější a případná chyba se téměř nedá napravit. Pro vytvoření kontrastu může rytec drážku zesilovat, může použít křížové šrafování nebo naopak místo linek dělat jen jednotlivé body. Zvláštní technika, oblíbená hlavně v 19. století, je tzv. giloš: přes celou plochu rytiny probíhá stále stejný počet čar, které se jen vzájemně přibližují a vzdalují, takže vznikne dojem plastičnosti obrázku. V současnosti se ruční rytí do oceli používá jen pro tisk bankovek, poštovních známek a jiných cenin, protože dovoluje nejlépe odhalit případné padělky.

## Raznice a rytí do hloubky
Až do 20. století se ručním rytím vyráběly i raznice pro ražení mincí a jiných drobných předmětů. Rytec používal vedle rydel také drobná tvarová dlátka, čakany a škrabáky. Od konce 19. století se tato technika nahrazuje kopírovacími frézkami, později CNC frézováním nebo obráběním laserem.

## Jiné techniky rytí
Úplně jinak se vytváří rytiny do skla a drahých kamenů (glyptika). K ručnímu rytí skla se používají miniaturní brusné kotoučky, pro zvlášť jemné kresby diamant.